# Film pełnometrażowy

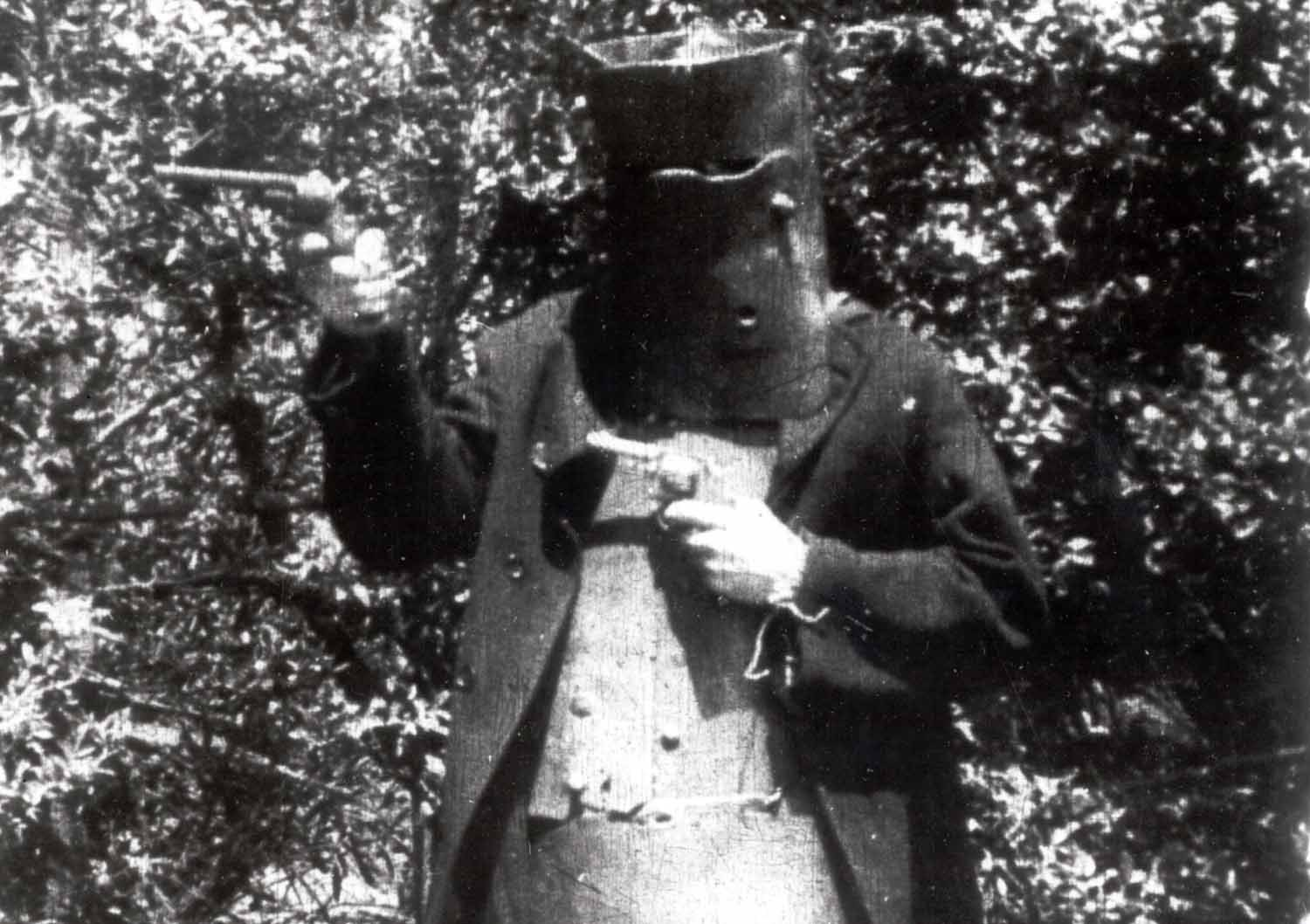
Kadr z The Story of the Kelly Gang (1906) – pierwszego filmu pełnometrażowego w dziejach kina

Film pełnometrażowy, film długometrażowy – film, którego czas trwania przekracza 55 minut. Organizacja American Film Institute (AFI) oraz Brytyjski Instytut Filmowy (BFI) definiują długość filmu pełnometrażowego jako przynajmniej 40 minutową, a amerykański związek zawodowy Screen Actors Guild (SAG) definiuje ją na nie krótszą niż 80 minut.
Amerykańska Akademia Sztuki i Wiedzy Filmowej w zasadach i warunkach kwalifikacji filmów do nagrody Oscara, definiuje film pełnometrażowy (ang. Feature films) jako film o czasie emisji powyżej 40 minut.
The Story of the Kelly Gang (reż. Charles Tait) z 1906 jest pierwszym pełnometrażowym filmem fabularnym. Z kolei Śpiewak jazzbandu (reż. Alan Crosland) z 1927 jest pierwszym udźwiękowionym filmem pełnometrażowym, a do przygotowania jego ścieżki dźwiękowej wykorzystano system Vitaphone.